# Дирхоулаэй

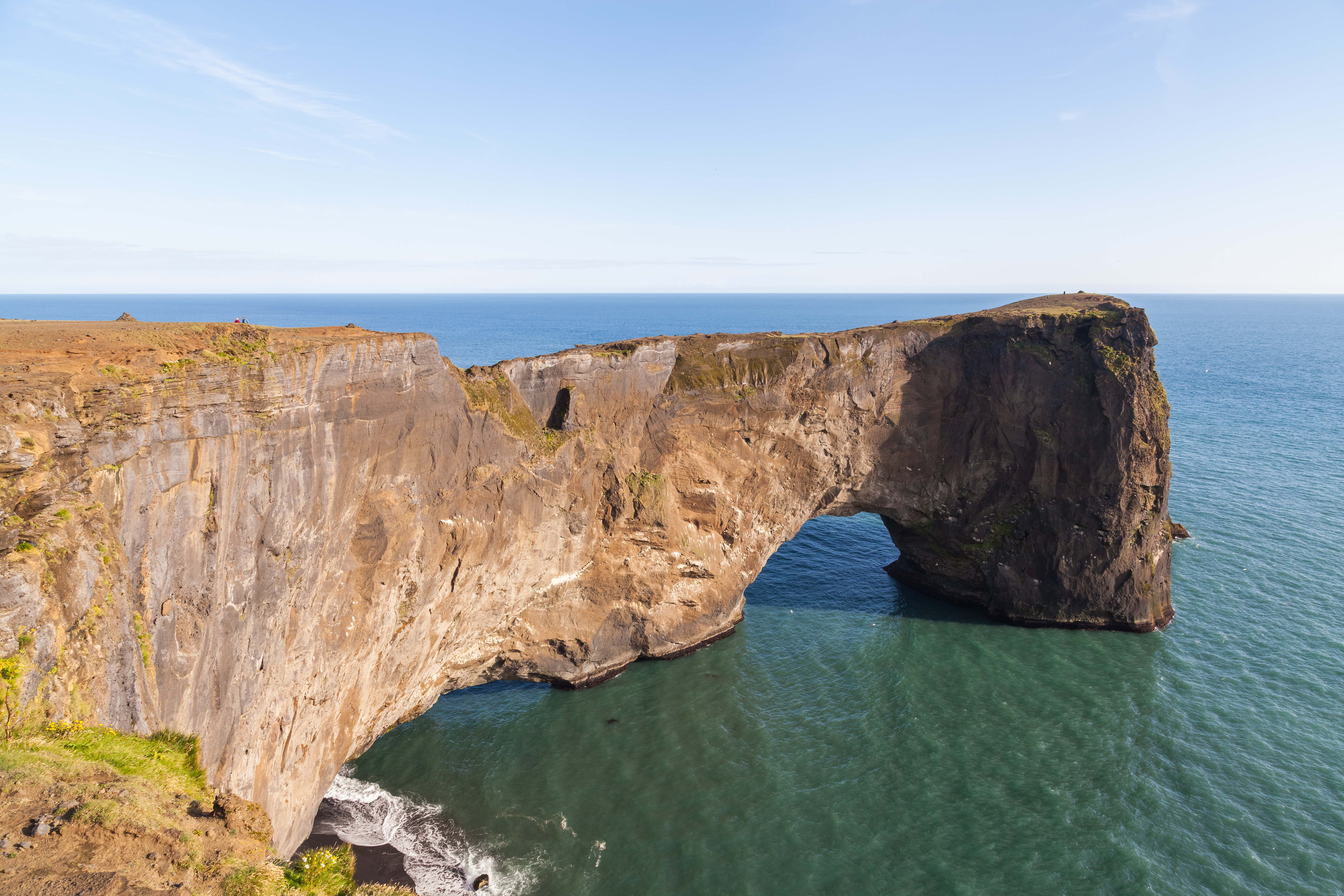
Арка Дирхоулаэй

Дирхоулаэй (исл. Dyrhólaey) — мыс, расположенный на южном побережье Исландии, недалеко от города Вик. Высота полуострова составляет до 120 метров. Около 100 тысяч лет назад холм возник в море в результате извержения вулкана. Площадь мыса примерно 2 квадратных километра (510 акров).
На севере с вершины мыса виден ледник Мирдальсйёкюдль, восточнее мыса из океана выходят базальтовые скалы Рейнисдраунгар, на западе от мыса начинается пляж с чёрным вулканическим песком Рейнисфьяра. На полуострове есть выступающая в океан черная арка вулканического происхождения.
В 1910 году на вершине мыса был построен первый в Исландии маяк. В 1927 году маяк был перестроен по чертежам Гвюдйоуна Самуэльссона.
В летнее время на скалах Дирхоулаэй гнездятся атлантические ту́пики.

## Галерея

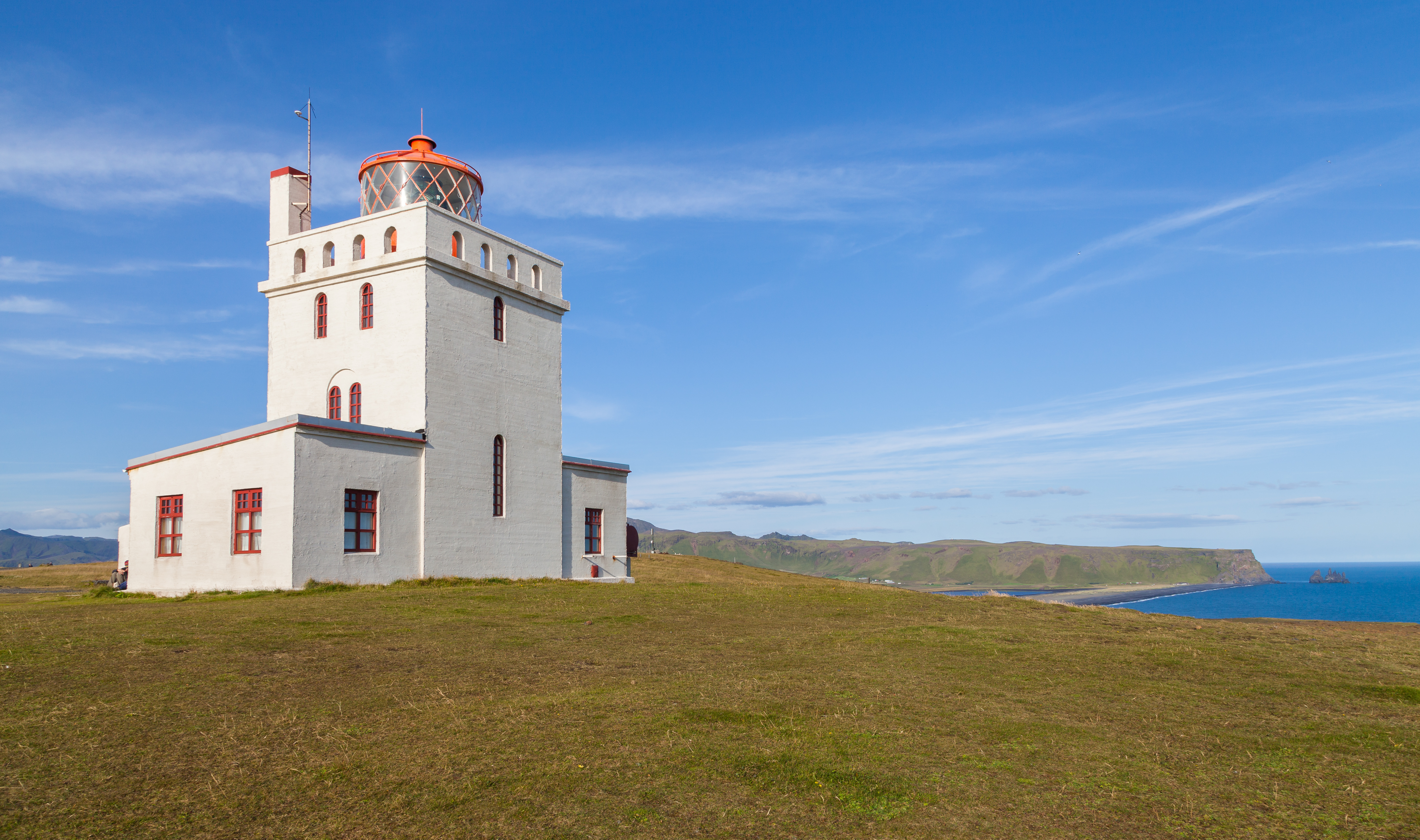
Маяк на вершине мыса
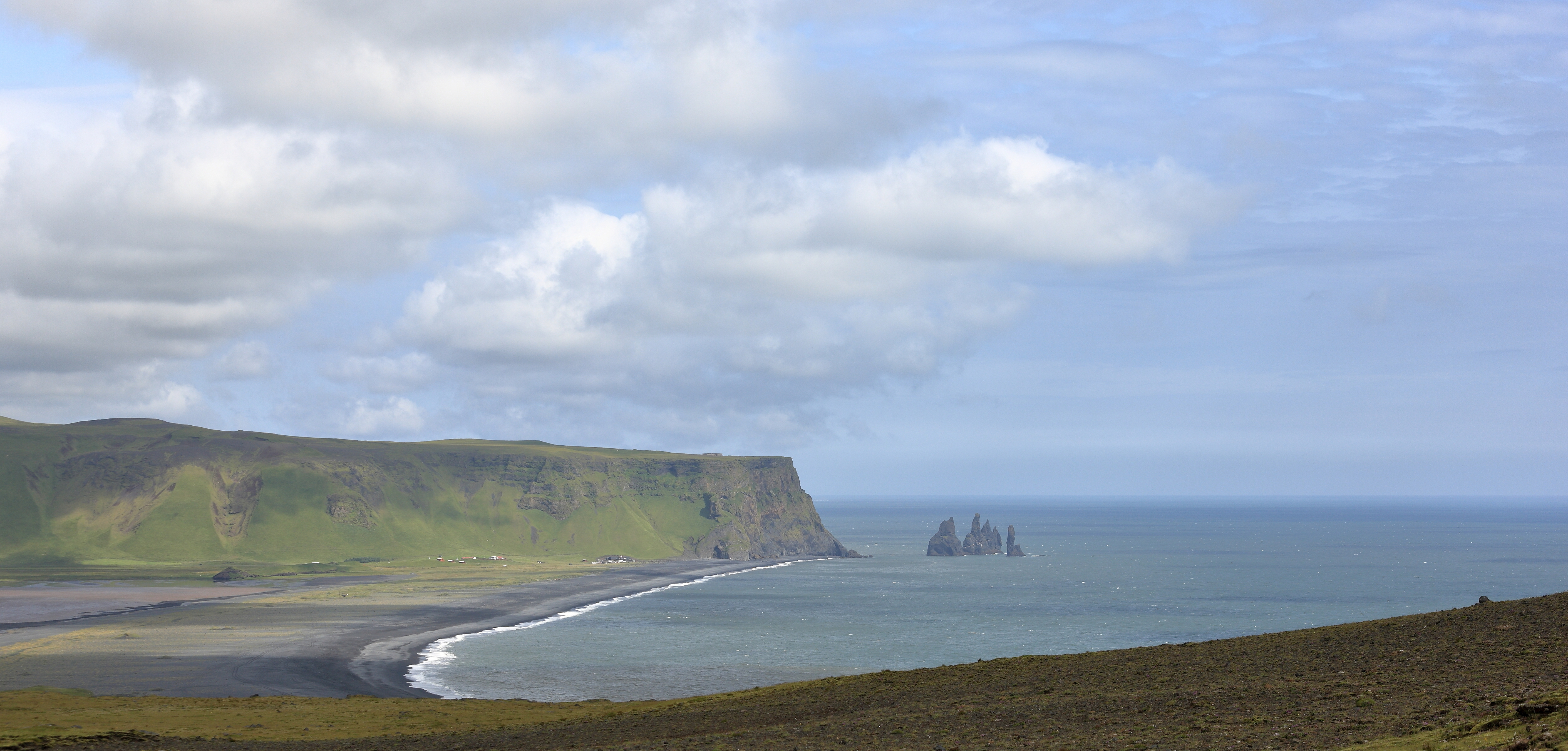
Скалы Рейнисдраунгар (в море), вид с мыса
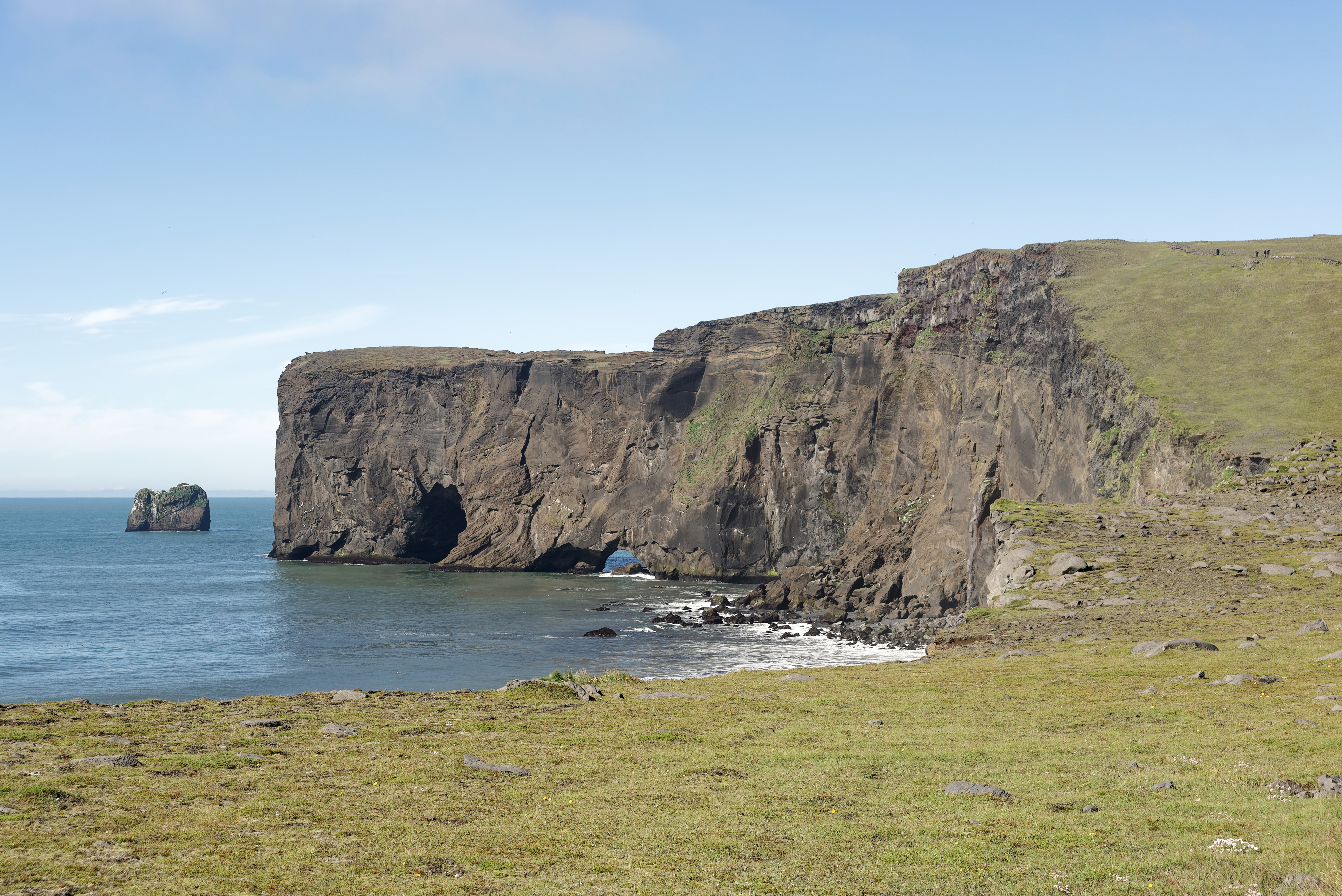
Вид на арку с Востока
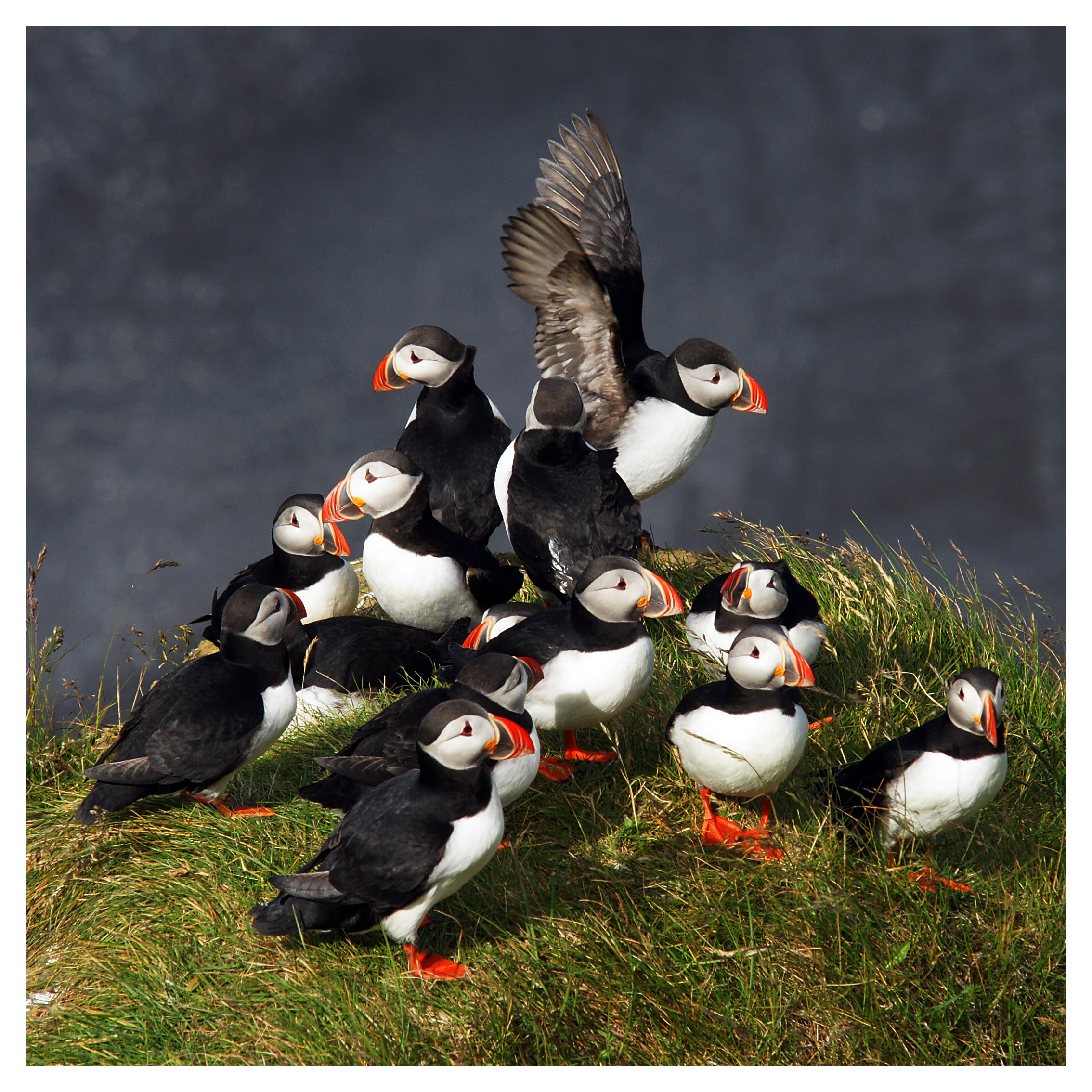
Тупики на мысе
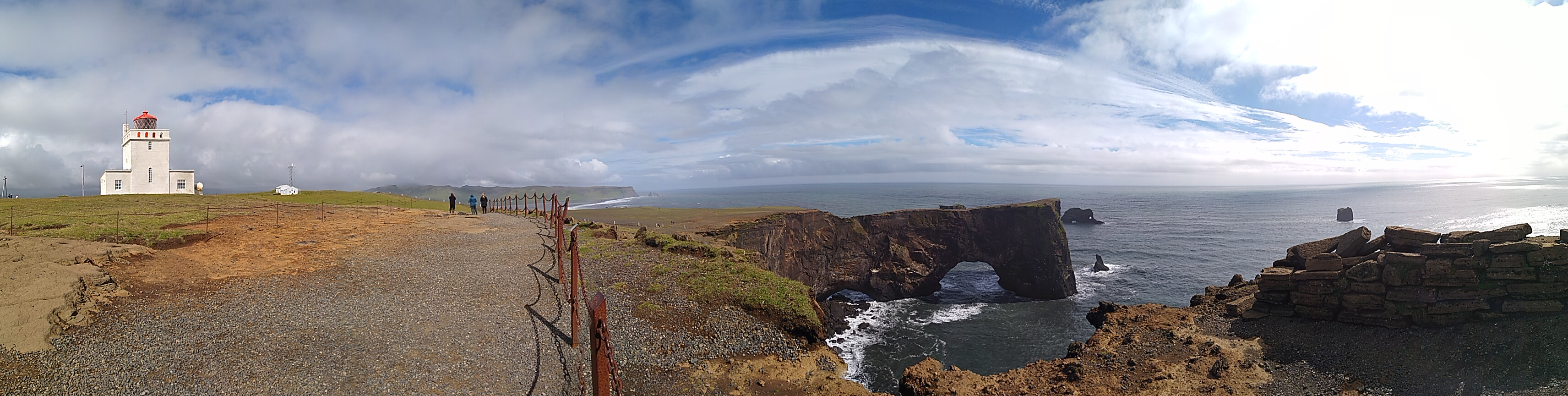
Панорама